# Poraster superbus
Poraster
Genre
Espèce
Synonymes
- Poraster superbus var. bengalensis Döderlein, 1936[1]

Poraster superbus, unique représentant du genre Poraster, est une espèce d'étoiles de mer tropicales de la famille des Oreasteridae.

## Description
C'est une étoile régulière, pourvue de cinq bras grossièrement coniques, de section ronde à triangulaire. Elle peut mesurer jusqu'à plusieurs dizaines de centimètres de diamètre, et sa couleur est très variable (gris, bleuté, violacé…). Son corps est relativement rigide, et couvert de cinq rangées de tubercules durs et clairs, alignés sur la crête des bras mais sans se rejoindre au centre, laissant un disque nu (ce trait de la description originale est toutefois contredit par certaines observations). Un autre type de tubercules plus petits et de la même couleur est présent sur les plaques marginales (c'est-à-dire à la bordure périphérique de la palmure reliant les bras), disposés en deux rangées séparées au niveau du disque par des plaques intermarginales.

## Habitat et répartition
Cette étoile se rencontre à profondeur moyenne (de 25 à 55 m), dans les eaux tropicales de l'océan Indien, et du Japon à la Nouvelle-Calédonie.